# Astronia hollrungii
Astronia hollrungii är en tvåhjärtbladig växtart som beskrevs av Célestin Alfred Cogniaux. Astronia hollrungii ingår i släktet Astronia och familjen Melastomataceae. Inga underarter finns listade i Catalogue of Life.